# Alchemilla obscura
Alchemilla obscura es una especie de planta del género Alchemilla, perteneciente a la familia Rosaceae.

## Taxonomía
Alchemilla obscura fue descrita por Robert Buser en 1903.

## Distribución
Se encuentra en el territorio de Francia, Alemania y Suiza.